# ハリー・ブルーム
ハリー・ブルーム（Harry Bloom、1913年 - 1981年）はユダヤ系南アフリカ人ジャーナリスト、小説家、政治活動家。南アフリカのウイットウォータズランド大学で学んだ後、1963年にイングランドに亡命するまでヨハネスブルグで弁護士を務めた。俳優のオーランド・ブルームの養父。ハリー・ブルームの死後、オーランドの実父は家族ぐるみの友人であったコリン・ストーンであることが明らかになった。
小説家としての第1作は1956年発表の『エピソード』（後年『トランスヴァール・エピソード』に改題）。この小説は1952年から53年にかけてアフリカ民族会議が行った「不正な法律に対する不信任キャンペーン」(Defiance Campaign against Unjust Laws)の余波を受けてネルストルームという架空の町に起こった暴動を描いたもので、当時の南アフリカ政府から、アパルトヘイト政策の安全を脅かすものとして発禁処分を受けた。この小説は1956年のイギリス作家クラブ最優秀小説賞を受賞したが、授賞式出席のための出国許可が得られなかった。映画監督のリチャード・アッテンボローはこの作品にたいへん感銘を受け、これを原作にした映画を作ることを企画したが叶わなかった。代わりに制作されたのが『遠い夜明け』である。
1962年発表の小説第2作『ホイッテカーの妻』は、三か月間の拘留中に書かれた作品。また1961年には、『キングコング--アフリカ・ジャズ・オペラ』と題するミュージカルの脚本を手がけた。隔離地域出身の黒人ボクサーの悲劇を描いた作品で、南アフリカのみならず国際的にも、また多様な人種の観客から支持を集めた。
1963年にイングランドへ移住。1965年から1974年までイングランドのケント大学で法律学教授を務めた。1981年卒中で死亡。